# Kasteel van Lassus

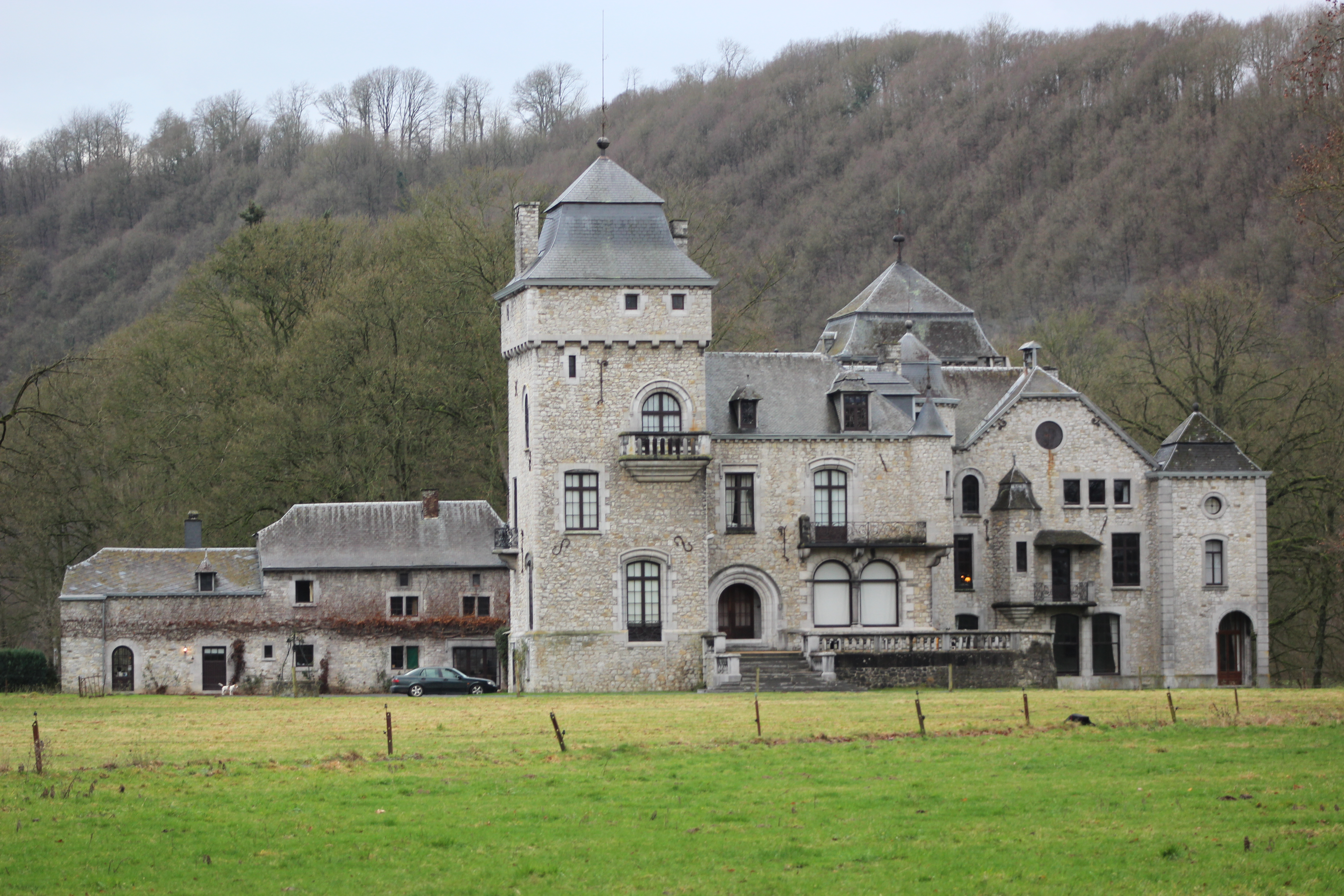
Kasteel van Lassus

Het kasteel van Lassus is een kasteel in Hamoir aan de oever van de Ourthe in de Belgische provincie Luik.
Het oudste gedeelte is een kleine donjon van de vroege 14e eeuw. Lang was het kasteel eigendom van de familie Maillen. In de achttiende eeuw werden de gebouwen volledig gerenoveerd in de Lodewijk XIV-stijl. Een andere grote verbouwing werd uitgevoerd tussen 1907 en 1920 onder toezicht van de "Puck" Chaudoir, een rijke bankier uit Luik en de toenmalige eigenaar.
Van de middeleeuwse en 18e-eeuwse bijgebouwen zijn nu nog alleen maar de stallen en schuren rond een binnenplaats over. De minst gemoderniseerde delen van het hoofdgebouw zijn de voorgevel aan de rivier en de donjon en een kleine interne kapel opgericht in 1633 door de familie Maillen.
Tegenover het kasteel is er een kapel gewijd aan Sint Pieter, gesticht in 1396. Het Renaissance interieur bevat grafstenen van de familie de Donnea en Maillen.